# Christian Gottlieb Clostermeier

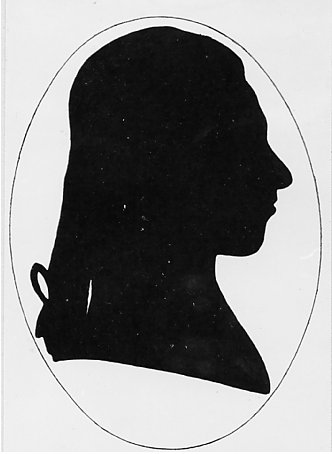
Christian Gottlieb Clostermeier

Christian Gottlieb Clostermeier (* 17. Juni 1752 in Regensburg; † 10. September 1829 in Detmold) war ein deutscher Jurist, Archivar, Bibliothekar und Geschichtsforscher. Er arbeitete ab 1781 am Haus- und Landesarchiv der Fürsten von Lippe in Detmold, zuerst als Gehilfe von Johann Ludwig Knoch, seit 1808 als Archivrat. Ferner war er seit 1821 Direktor der heutigen Lippischen Landesbibliothek Detmold.

## Werke
- zusammen mit Johann Ludwig Ewald: Auszug aus den Lippischen Landesgesetzen für den Bürger und Landmann. Meyer, Lemgo 1791 (LLB Detmold)
- Fürstlich Lippisches Adreß-Verzeichnis auf das Jahr 1803. Lemgo 1803 (LLB Detmold)
- Kleine Beiträge zur geschichtlichen und natürlichen Kenntniß des Fürstenthums Lippe. Lemgo 1816 (MDZ München)
- Kritische Beleuchtung der von Seiten der Landstände von Ritterschaft und Städten des Fürstenthums Lippe der hohen Deutschen Bundesversammlung übergebenen Druckschrift unter dem Titel: Geschichtliche und rechtliche Darstellung der in dem Fürstlich Lippe-Detmoldischen Lande rechtmäßig und vertragsmäßig bestehenden, jedoch dem Lande vorenthaltenen, landständischen Verfassung und der pflichtmäßigen, aber vergeblichen Schritte der Landstandschaft, die Wiederherstellung derselben herbeizuführen. Lemgo 1817 LLB Detmold
- Wo Hermann den Varus schlug. Lemgo 1822 (UB Paderborn)
- Der Eggesterstein im Fürstenthum Lippe. Meyer, Lemgo 1824 (Google)